# Don't Waste Your Wishes
Don't Waste Your Wishes é um álbum de compilação da banda americana de rock The Killers, lançado em 18 de novembro de 2016 pela Island Records. Esta compilação contém os 11 singles natalinos lançados anualmente pela banda desde 2006, incluindo o cover inédito de "I'll Be Home for Christmas", gravado em 2016.

## Faixas
| N.º | Título                                                                        | Duração |  |
| 1.  | "A Great Big Sled" (participação de Toni Halliday)                            | 4:18    |  |
| 2.  | "Don't Shoot Me Santa" (participação de Ryan Pardey)                          | 4:03    |  |
| 3.  | "Joseph, Better You Than Me" (participação de Elton John e Neil Tennant)      | 4:51    |  |
| 4.  | "¡Happy Birthday Guadalupe!" (participação de Wild Light e Mariachi El Bronx) | 4:33    |  |
| 5.  | "Boots" (com diálogos de It's a Wonderful Life)                               | 5:27    |  |
| 6.  | "The Cowboys' Christmas Ball" (Letras tiradas do poema homônimo de 1890.)     | 3:30    |  |
| 7.  | "I Feel It in My Bones" (participação de Ryan Pardey)                         | 3:35    |  |
| 8.  | "Christmas in L.A." (participação de Dawes)                                   | 4:27    |  |
| 9.  | "Joel the Lump of Coal" (participação de Jimmy Kimmel)                        | 3:58    |  |
| 10. | "Dirt Sledding" (participação de Ryan Pardey e Richard Dreyfuss)              | 4:27    |  |
| 11. | "I'll Be Home For Christmas" (participação de Ned Humphrey Hansen)            |         |  |

## Paradas musicais
| Paradas (2016)                   | Melhor posição |
| -------------------------------- | -------------- |
| Reino Unido (UK Digital Albums)  | 75             |
| Estados Unidos (Top Rock Albums) | 41             |